# Ілюшкино (Ульяновська область)
Ілюшкино (рос. Илюшкино) — село в Павловському районі Ульяновської області Російської Федерації.
Населення становить 449 осіб. Входить до складу муніципального утворення Павловське міське поселення.

## Історія
Від 2004 року входить до складу муніципального утворення Павловське міське поселення.

## Населення
| 2010 |
| ---- |
| 449  |